# Naomi Russell
Naomi Russell (Los Angeles, Kalifornia, 1983. szeptember 25. –) amerikai pornószínésznő.

## Élete és pályafutása
Naomi Russell mielőtt kipróbálta magát a felnőtt szórakoztató iparban, kipróbálta nővel is. Több mint 200 filmben szerepelt. 170 centiméter magas. Pasadena Főiskolára járt Kaliforniában. 2007-ben két díjat nyert. 2006-ban CAVR-díjban részesült.

## Válogatott filmográfia
| - 2013 Bobbi Starr Is Shit Faced - 2011 Double Anal Pounding - 2011 MILFs In Orgies 2 - 2011 Double Anal Pounding - 2010 Crack That Ass - 2009 Best of Incumming - 2007 Kick Ass Chicks 46: Cornfed Cuties - 2007 Monster Meat 4 - 2007 All Access | - 2011 I Wanna Play With Myself - 2011 Ass To Mouth ... Mmmmm - 2008 Kick Ass Chicks 53: Big White Booties - 2007 ATM City 3 - 2007 3 Blowin' Me - 2007 Anal Addicts 29 - 2007 Anal Hell - 2007 Asspocalypto - 2007 Kick Ass Chicks 46: Cornfed Cuties |